# Ruta Nacional 252 (Argentina)
La Ruta Nacional 252 es una carretera argentina asfaltada, que se encuentra en el partido de Bahía Blanca, al sudoeste de la Provincia de Buenos Aires.
Su recorrido es de 6 km en la dirección noreste a sudoeste. Comienza en el empalme con la Ruta Nacional 3 en el km 677 en el pueblo de Grünbein y finaliza en el puerto de Ingeniero White.
Esta ruta se encuentra muy pocos kilómetros al sur de la ciudad de Bahía Blanca.

## Gestión
En 1990 se concesionaron con cobro de peaje las rutas más transitadas del país, dividiéndose éstas en Corredores Viales.
De esta manera, en 1990 la empresa Servicios de Mantenimiento de Carreteras (Semacar) se hizo cargo del Corredor Vial número 1, que incluye esta ruta. No hay cabinas de peaje.
En 2003 se vencían los contratos de concesión, por lo que se modificó la numeración de los corredores viales y se llamó a nueva licitación.
El Corredor Vial número 1 está concesionado a la empresa Rutas al Sur e incluye esta ruta en su totalidad.